# بارني آدامز
بارني آدامز (بالإنجليزية: Barney Adams)‏ هو رائد أعمال أمريكي، ولد في 24 مارس 1939.